# Rimator albostriatus
A Rimator albostriatus a madarak osztályának verébalakúak (Passeriformes) rendjébe és a Pellorneidae családjába tartozó faj.

## Rendszerezése
A fajt Tommaso Salvadori olasz ornitológus írta le 1879-ben.

## Előfordulása
Délkelet-Ázsiában, az Indonéziához tartozó Szumátra szigetén honos.  A természetes élőhelye a szubtrópusi vagy trópusi hegyi esőerdők. Állandó, nem vonuló faj.

## Megjelenése
Testhossza 13 centiméter.

## Életmódja
Feltehetően az aljnövényzetben keresgéli gerinctelenekből álló táplálékát.